# Jesus för världen givit sitt liv
Jesus för världen givit sitt liv är en passionspsalm med text av Lina Sandell från 1889 och en tidigare komponerad musik av Fredrik August Ekström från 1860. Enligt Koralbok för Nya psalmer, 1921 anges att A-melodin då var efter en gammal engelsk melodi och B-melodin en tonsättning av Fredrik August Ekström.
Psalmen sjungs vanligtvis under fastetiden och påsken, exempelvis under askonsdagens askvigning.

## Publicerad i
- Hemlandssånger 1891 som nr 66 under rubriken "Högtiderna".
- Svensk söndagsskolsångbok 1908 som nr 166 under rubriken "Jesus efterföljelse".
- Samlingstoner 1919, som nr 23 under rubriken "Bönesånger".
- Nya psalmer 1921, tillägget till 1819 års psalmbok, som nr 603 under rubriken "Det kristliga troslivet: Troslivet hos den enskilda människan: De trognas helgelse och krisliga vandel: Den dagliga förnyelsen i Kristi efterföljelse".
- Svensk söndagsskolsångbok 1929 som nr 66 under rubriken "Jesu lidande".
- Sionstoner 1935 som nr 192 under rubriken "Passionstiden".
- Guds lov 1935 som nr 77 under rubriken "Passionssånger".
- 1937 års psalmbok som nr 519 under rubriken "Barn".
- Förbundstoner 1957 som nr 107 under rubriken "Guds uppenbarelse i Kristus: Jesu lidande och död".
- Segertoner 1960 som nr 129.
- Psalmer för bruk vid krigsmakten 1961 som nr 519 verserna 1-3.
- Kristus vandrar bland oss än 1965 som nr 16.
- Frälsningsarméns sångbok 1968 som nr 680 under rubriken "Barn och ungdom".
- Sions Sånger 1981 som nr 21 under rubriken "Från Getsemane till Golgata".
- Cantarellen 1984 som nr 54, verserna 1-3.
- 1986 års psalmbok som nr 45 under rubriken "Jesus, vår herre och broder".
- Lova Herren 1988 som nr 51 under rubriken "Frälsningen i Kristus".
- Den finlandssvenska psalmboken nr 275 under rubriken Guds nåd i Kristus
- Hela familjens psalmbok 2013 som nummer 49 under rubriken "Vi tror".[1]
- Cecilia 2013 som nr 59 under rubriken "Jesus Kristus".
- Lova Herren 2020 som nr 30 under rubriken "Guds Son, Jesus vår Frälsare".

## Inspelningar
Sången finns insjungen av Carola Häggkvist på albumet "Blott en dag" 1998.

### Fotnoter
1. ↑   Hela familjens psalmbok. Örebro: Libris. 2013. Libris 14011849. ISBN 9789173872997
2. ↑  ”Blott en dag”. Svensk mediedatabas. 26 februari 1998. http://smdb.kb.se/catalog/id/001518715. Läst 2 juni 2011.